# Someone for Me (Kylie Minogue-dal)
A Someone for Me című dal az ausztrál énekesnő-dalszerző Kylie Minogue harmadik dala a 17. Tension II című stúdióalbumáról, melyet a BMG és a Darenote jelentetett meg. A dalt Peter "Lostboy" Rycroft, Sarah Hudson, Brett "Leland" McLaughlin, Pablo Bowman és Kevin Hickey írta. A producerek pedig Lostboy és Zhone voltak. A dal zeneileg egy dance-pop dal, disco és house zenei elemekkel, melyek ibizai és galeári ütemeket és hangszerelést is tartalmaznak. 
A zenekritikusok dicsérték a dal hangzását, és produkciós minőségét is. Úgy ítélték meg, hogy a dal esélyes arra, hogy kislemezen is megjelenjen, valamint a "Tension II" csúcspontjának tartják. Azonban kisebb kritika is érte Minogue korábbi munkáival való összehasonlítása során, különösen a Disco (2000) című albummal hozták összefüggésbe. A dal kislemez megjelenése előtt feltűnt a komponenslistákon Új-Zélandon. Az album megjelenésének napján Minogue feltöltötte a dal vizualizációját a saját YouTube csatornájára. A dal új verziója a YouNotUs nevű német produkciós duóval készült el, és kislemezként 2025. január 17-én jelent meg.

## Előzmények
Minogue nem szándékozott új albumot készíteni 16. Tension című stúdióalbumának promóciója után. Ehelyett azt tervezte, hogy új anyagokkal bővíti azt, és később megjelentet egy bővített kiadást. Azonban miután megvizsgált több olyan dalt, amelyek nem jelentek meg a "Tension"-on, valamint később lehetősége nyílt új producerekkel, és írókkal dolgozni, úgy döntött, hogy lemond a Tension bővített kiadásáról, és egy új lemezt készít. Minogue 2024. szeptember 18-án közzétett egy bejelentést a közösségi médián keresztül, majd egy nappal később felfedte a "Tension II"-t, és annak megjelenési formátumait, valamint az album vezető kislemezét, a Lights Camera Action című dalt, valamint bejelentette a Tension Tour-t is. A "Someone for Me" című dal az album harmadik dalaként szerepel az albumon.
A "Someone for Me"-t demóként küldték el Minogue-nak, aki egy mexikói szállodában vette fel a dalt. Az énekesnőt magát társénekmérnökként tartják számon. A dalt Peter "Lostboy" Rycroft, Sarah Hudson, Brett "Leland" McLaughlin, Pablo Bowman és Kevin Hickey írta,  a producer pedig Lostboy és Zhone voltak. A The Bert Show-nak adott interjúban Minogue kijelentette, hogy a dal Ibizáról szól, és egy olyan érzés "mintha Ibizán lennél". "Van egyfajta vokális rész, amiben Brasileirót érzed, és lírailag szerintem egy szuper dal, mely arról szól, hogy örülsz a barátodnak, de te ugyanazt szeretnéd, hogy ő is ugyanezt mondhatná rólad".

## Összetétel
A "Someone for Me" egy 2 perc 35 másodperc játékidejű dal. A dal tempója 120 BPM/perc. F-mollban íródott, és 4/4-es időjelzést használ. Zenei hatása kiterjed a 90-es évek dance-pop, diszkó, és house stílusú zenére, valamint az ibizai és baleári ütemekre, és hangszerelésre. Az Attitude Alim Kheraj szerint a dal "levegős baleári gitárokkal, és schmaltzy nyitószövegekkel  tűzdelt, mielőtt Kylie éneke elhomályosul. Lauren Murphy a The Irish Times munkatársa azt mondta, hogy "Jesse-Ware-stílusú, és lélekkel átitatott dance-pop megközelítéseket tartalmaz. Talia M. Wilson (Riff) szerint a kilencvenes évek retró hangulatát tükrözi, mint az album többi dala is. Pip Ellwood-Hughes az Entertainment Focustól azt mondta, hogy "nagyon számítógépesítették a verzéket, és egy disco-house stílusú ritmussal tűzdelték meg azt". Al Newstead az ABC News munkatársa szerint a hangmagasság hajlító szint az eurohouse zenéjéhez tartozik. Ky Stewart (Junkee) úgy érezte, hogy "a dalszövegek tökéletesen megragadják azokat az érzéseket, amikor azt nézed, hogy a barátod táncol valakivel, de te egyedül érzed magad".

## Fogadtatás és promóció
A zenekritikusok kedvezően értékelték a "Someone for Me" című dalt. Stewart of Junkee úgy jellemezte, mint egy "sebezhető, fertőző ütemben álcázott dalt. Kylie azonban nem sokáig szomorkodik, hanem túlságosan elfoglalja őt, hogy táncol". Murphy (The Irish Times) "ügyesnek" minősítette, míg Quentin Harrison a The Line of Best Fit munkatársa a „Runvo”, a „Shoula M. Lessft her Ya” és a „Shoula Msidft her Yaesnight” dalok mellett említette. Alexa Camp (Slant Magazin) és Newstead (ABC News) is kiemelkedőnek nevezte a dalt. Joan Summers of Paper a egyik kedvenc új felvételeként említette az albumról. Annak ellenére, hogy kiemelte a dal "fulladós és magabiztos" szövegeit Shead D'Souza a The Observertől úgy érezte, hogy "eldózerolta" az ibizai slágerek lejátszási listáinak csökkenését. Puah Ziwei az NME-től azt mondta, hogy a "Shoulda Left Ya" miatt Minogue levertnek tűnt. Ezzel szemben Ellwood-Hughes az Entertainment Focustól vegyesen értékelte a dalt. Elwood-Hughes a dalt, valamint a "Good as One", "Diamonds" és a "Dance to the Music" című dalokat "Disco-elutasításként" jellemezte, majd hozzátette: "A frusztráció nem az, hogy rosszak a dalok, hanem éppen ellenkezőleg, teljesen figyelemre méltóak. Azonban ezt már hallottuk Kylie-tl, és kiábrándító, hogy újra a régit halljuk". Mindazonáltal Hughes a "Someone for Me"-t úgy jellemezte, mint a legjobb dalt az albumról.
2025. október 18-án a BMG és a Darenote megjelentette a dal vizualizáló klipjét Minogue YouTube csatornáját. A "Someone for Me" extended változata is megjelent a Tension II bővített kiadásához, amely kizárólag Minogue honlapján volt elérhető. Annak ellenére, hogy kislemezen még nem jelent meg, az Új-Zélandi Hot Singles kislemezlistán a 38. helyezést érte el azon a héten, amikor a "Tension II" debütált az albumlistán.

## Számlista
Album version
1. "Someone for Me" – 2:35

Extended version
1. "Someone for Me" – 4:09

New version
1. "Someone for Me" with YouNotUs – 2:19

## Slágerlista
| Slágerlista (2024–2025)        | Legjobb helyezések |
| ------------------------------ | ------------------ |
| New Zealand Hot Singles (RMNZ) | 36                 |
| UK Singles Sales (OCC)         | 20                 |

## Megjelenések
| Ország      | Dátum             | Változat      | Formátum(ok)               | Label        | Ref.   |
| ----------- | ----------------- | ------------- | -------------------------- | ------------ | ------ |
| Különböző   | 2024. október 18. | Album version | Digital download streaming | BMG Darenote |        |
| Különböző   | 2024. október 21. | Extended mix  | Digital download streaming | BMG Darenote |        |
| Különböző   | 2025. január 17.  | New version   | Digital download streaming | BMG Darenote |        |
| Olaszország | 2025. január 17.  | New version   | Radio airplay              | BMG          | [ 17 ] |